# Prytanie
Une prytanie (du grec ancien : πρυτανεία / prutaneía) est une fraction du temps utilisée dans la Grèce antique, à Athènes à partir de la fin du VIe siècle avant notre ère, à partir de la révolution isonomique de Clisthène qui mit en place la démocratie athénienne, premier régime démocratique de l'Histoire. Cette fraction de temps correspond à un dixième de l'année. Elle était notamment utilisée en ce qui concerne l'organisation de la Boulè : chaque bouleute était prytane un mois (le mois athénien durait trente-six ou trente-neuf jours, soit un dixième de l’année selon le calendrier qui comptait 360 jours les années ordinaires et 390, les années intercalaires.)
Aristote, Constitution des Athéniens (trad. Bernard Haussoullier) : 
- chapitre 43 :
- 2. « Le Conseil est désigné par le sort et compte cinq cents membres, cinquante par tribu. Chaque tribu exerce la prytanie à son tour, dans l'ordre fixé par le sort : les quatre premières pendant trente-six jours chacune, les six autres pendant trente-cinq, car l'année est réglée sur le cours de la lune. Les prytanes en fonctions prennent leurs repas en commun dans la Tholos, et pour cela reçoivent de l’État une indemnité en argent. Ils sont chargés de convoquer le Conseil et l'assemblée du peuple : le Conseil tous les jours, sauf les jours de vacance, et l'assemblée du peuple quatre fois par prytanie. »

- 3 - 4 - 5 - 6. « Dans un ordre du jour qu'ils affichent, ils règlent les délibérations du Conseil, marquant pour chaque jour de séance les affaires qui seront traitées et le lieu où il doit siéger. Ils dressent aussi l'ordre du jour des séances de l'assemblée du peuple. La première est la séance régulière : on y confirme à main levée les fonctionnaires, si leur administration est approuvée ; on s'y occupe de l'approvisionnement et de la défense du pays ; tout citoyen peut y déposer des accusations de haute trahison ; on y donne aussi lecture de l'état des biens confisqués, des instances engagées pour l’attribution d’une succession, ou d’une fille épiclère[2], afin que, si quelque maison devient déserte, nul ne l'ignore. À la même séance, dans la sixième prytanie, les prytanes mettent de plus aux voix la question de savoir si l'on appliquera l'ostracisme ou non, et font voter sur les demandes de sentence préjudicielle déposées contre les sycophantes, par les Athéniens et les métèques — mais on ne peut en rendre plus de trois contre les uns et contre les autres — et contre ceux qui n'auraient pas tenu des engagements pris envers le peuple. La seconde assemblée est consacrée aux suppliques. Tout citoyen qui le veut peut déposer un rameau de suppliant pour avoir le droit d'entretenir le peuple des affaires qu’il voudra, publiques ou privées. Les deux autres sont consacrées au reste des affaires. Les lois ordonnent que dans chacune on traite de trois affaires relatives à la religion, de trois affaires profanes, et de trois affaires concernant les hérauts ou les ambassadeurs. Il arrive parfois que les délibérations s'ouvrent sans avoir été précédées du vote qui les autorise. C'est devant les prytanes que se présentent tout d'abord les hérauts et les ambassadeurs, et c'est à eux que les envoyés remettent les lettres dont ils sont porteurs. »
  - chapitre 44 :

§ 1. L'Épistate des prytanes. - § 2. Les Proèdres et l'Épistate des Proèdres. - 
- § 1. - « Parmi les prytanes, le sort désigne un épistate. Il occupe ces fonctions une nuit et un jour, et il ne peut ni les prolonger au-delà, ni les exercer deux fois. Il conserve les clefs des temples où sont le Trésor et les archives publiques, ainsi que le sceau de l'État. Il est tenu de rester dans le Tholos, et avec lui, sur son ordre, le tiers (la trittye) des prytanes qu'il a choisis.

- § 2 - 3. - Toutes les fois que les prytanes convoquent le Conseil ou le peuple, l'épistate tire au sort neuf présidents (proèdres), un de chaque tribu, sauf de celle qui exerce la prytanie, et parmi ces proèdres un autre épistate ; et il leur remet l'ordre du jour. Dès qu'ils l'ont reçu, ils doivent veiller à ce que tout se passe régulièrement, font connaître les affaires inscrites à l'ordre du jour, jugent les votes à main levée, dirigent en un mot l'assemblée et ont le droit de lever la séance. On ne peut être épistate qu'une fois par an ; on peut être proèdre une fois par prytanie. »